# Nakuru (distrikt)
Nakuru är ett av Kenyas 71 administrativa distrikt, och ligger i provinsen Rift Valley. År 1999 hade Distriktet 1 187 039 invånare. Huvudorten är Nakuru.
Hell's Gate nationalpark ligger i distriktet. 